# 드레이크 허지스틴
도널드 드레이크 허지스틴(영어: Donald Drake Hogestyn, 1953년 9월 29일~2024년 9월 28일)은 미국의 배우로, 연속극 《우리 생애 나날들》에 존 블랙 역으로 출연하였다.

## 출연 작품
- 비버리 힐스 커넥션(1985)
- 7인의 신부(1982)
- 우리 생애 나날들(1965)

## 가족
- 배우자: 빅토리아 허지스틴
- 자녀: 4명